# St. Anna (Weilbach)

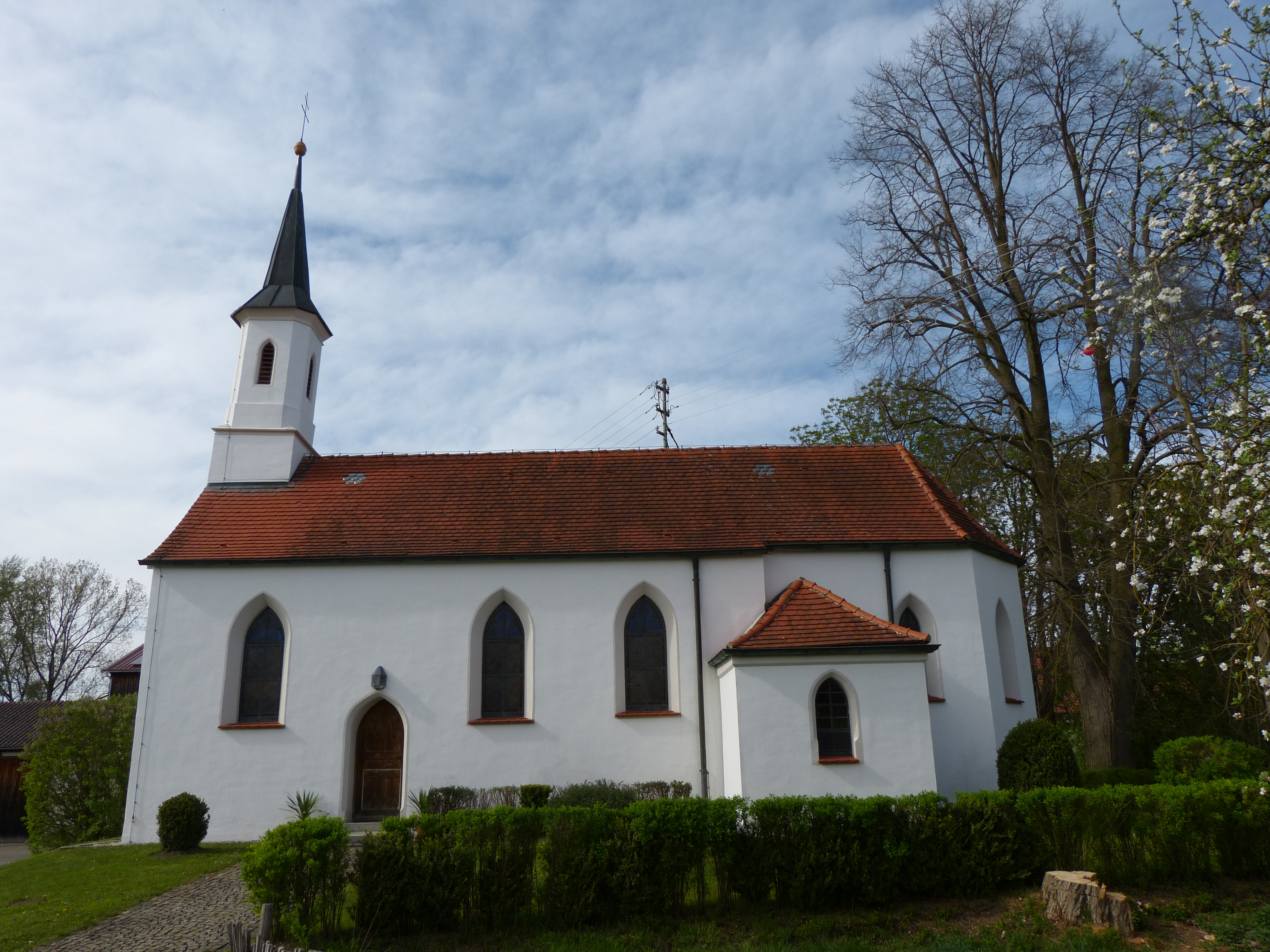
St. Anna in Weilbach

St. Anna ist eine römisch-katholische Filialkirche im mittelschwäbischen Weilbach, einem Ortsteil von Pfaffenhausen. Sie ist Filialkirche von St. Stephan in Pfaffenhausen. 

## Lage
Die Kirche steht etwa ein bis zwei Meter erhöht am Nordrand des Ortes und ist von Bauernhöfen umgeben.

## Geschichte

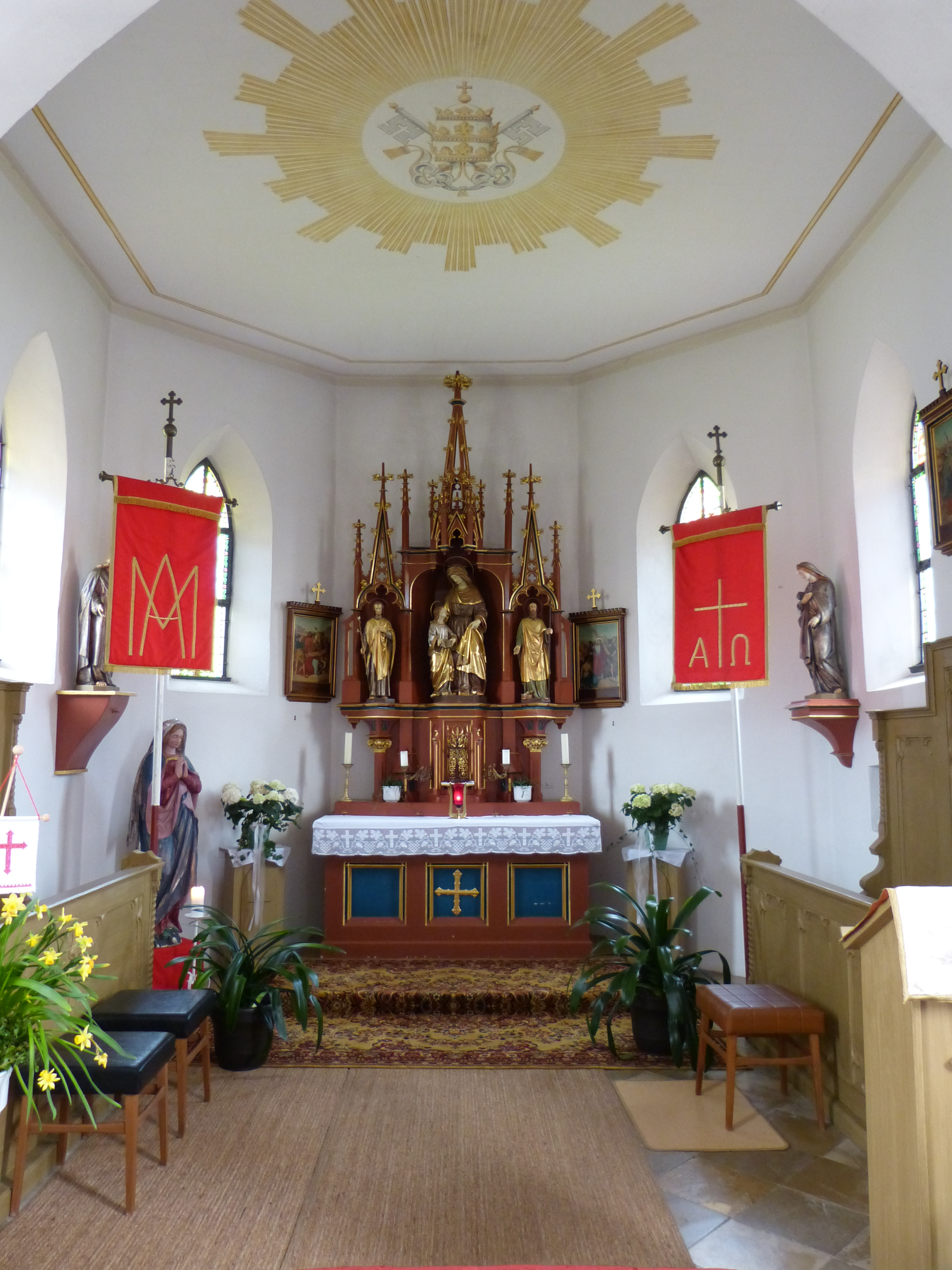
Altar von St. Anna

Bereits im Jahre 1167 ist in Weilbach eine Kapelle nachweisbar. Abt Isingrim schenkte bei seiner großen Reliquienschenkung der Kirche eine Reliquie. Papst Innozenz III. erwähnte den Ort und die Kirche in einem Schutzbrief im Jahre 1209 als Besitz des Klosters Ursberg. Das Adelsgeschlecht der Spiegel kaufte 1466 dem Kloster den Ort und die Kirche ab. Bis zu diesem Zeitpunkt wurden die Pfarrer von Ursberg entsandt, ab 1466 von Pfaffenhausen. Der Bau aus dem 15. Jahrhundert hat eine neugotische Ausstattung und Glasfenster aus dem späten 19. Jahrhundert. 1947 fand eine Innen- und 1959 eine Außenrenovierung statt.

## Baubeschreibung
Der spätgotische Bau besitzt einen eingezogenen, dreiseitig geschlossenen Chorraum. Das Langhaus mit vier Achsen und der Chor haben flache Decken. Die Fenster besitzen Spitzbögen. An den Schrägachsen im Chor und im Ostteil der Seitenwände befinden sich relativ kleine Fenster. Der Ostteil des Langhauses hat zwei Fenster, im Süden befindet sich eine Spitzbogentür mit einer entsprechenden Nische innen. Das Türblatt ist neugotisch. Im Westen befindet sich eine schlichte einstöckige Empore. Ein Spitzbogenfenster in der Südwand ist überschneidend. Im Norden über der Empore befindet sich eine Kragsturznische. Die äußerlich schlichte Kirche trägt ein einheitliches Satteldach. Das Portal ist gefast. Im Chorscheitel befindet sich ein vermauertes Spitzbogenfenster, am Ostende der Langhausnordwand ein flacher Mauervorsprung. Der Dachreiter über dem Westgiebel stammt aus dem 19. Jahrhundert. Der Sockel hat einen quadratischen Grundriss, sein Oberteil abgeschrägte Ecken. Das Gesims der Spitzbogenfenster ist profiliert, der Helm schiefergedeckt. Die Sakristei südlich vom Chor hat außen gefasste Spitzbogenfenster, ein bandförmiges Traufgesims und ein Walmdach. Innen besitzt sie eine flache Decke.

## Ausstattung
In der Kirche befinden sich neubarocke Fresken. An der Chordecke sind die Papstkrone und die päpstlichen Schlüssel innerhalb eines Strahlenkranzes abgebildet, an der Langhausdecke ist eine Anna selbdritt frei nach Leonardo da Vinci gemalt. Die Decke und die Emporenbrüstung sind mit Dekorationsmalerei geschmückt. Eine Renovierungsinschrift an der Emporenbrüstung lautet RESTAURIERT JOSEF MAYER 1947.
Der gefasste neugotische Altar aus Holz besitzt ein geschnitztes Gesprenge. Die Grundfarbe ist rot, die Profile sind golden und blau gehalten. Die Figuren in der Mittelnische stellen in der Mitte die heilige Anna mit Marienkind, links den heiligen Joachim und rechts den heiligen Josef dar. Am Sockel der Annafigur hat der Bildhauer Ferdinand Preckle die Signatur P hinterlassen. Das neugotische Chorgestühl ist graugrün gefasst mit roten Profilen. Das Laiengestühl mit Schweifwangen und erhabenen Feldern wurde wohl gegen Ende des 18. Jahrhunderts geschaffen. Das gefasste hölzerne Kruzifix stammt wohl aus der ersten Hälfte des 19. Jahrhunderts. Auch die Kreuzwegbilder und die Holzfiguren sind neugotisch. Ein bemaltes Schnitzwappen auf dem Totenschild an der Chornordwand trägt die Umschrift ANNO DOMINI MDXXXX STARB DER EDEL UND FEST GOTTFRID SPIEGEL ZU WEILBACH DEM GOTT GNAD. Ein bereits stark abgetretenes Epitaph aus Rotmarmor mit einem Wappenrelief in einer Rundbogenblende im Oberteil ist in den Eingangsboden eingelassen. Im unteren Teil ist eine unleserliche Inschrift in einer Rechteckblende eingraviert. Nach J. Sesar gehörte diese Platte zum Grabmal von einem der Gebrüder Christoph und Matthäus Schmidt, die von 1656 bis 1681 Pfandinhaber von Weilbach waren. Eine Gedenktafel aus Solnhofener Plattenkalk für die Gefallenen von 1805 bis 1815 wurde 1833 links neben dem Eingang angebracht.

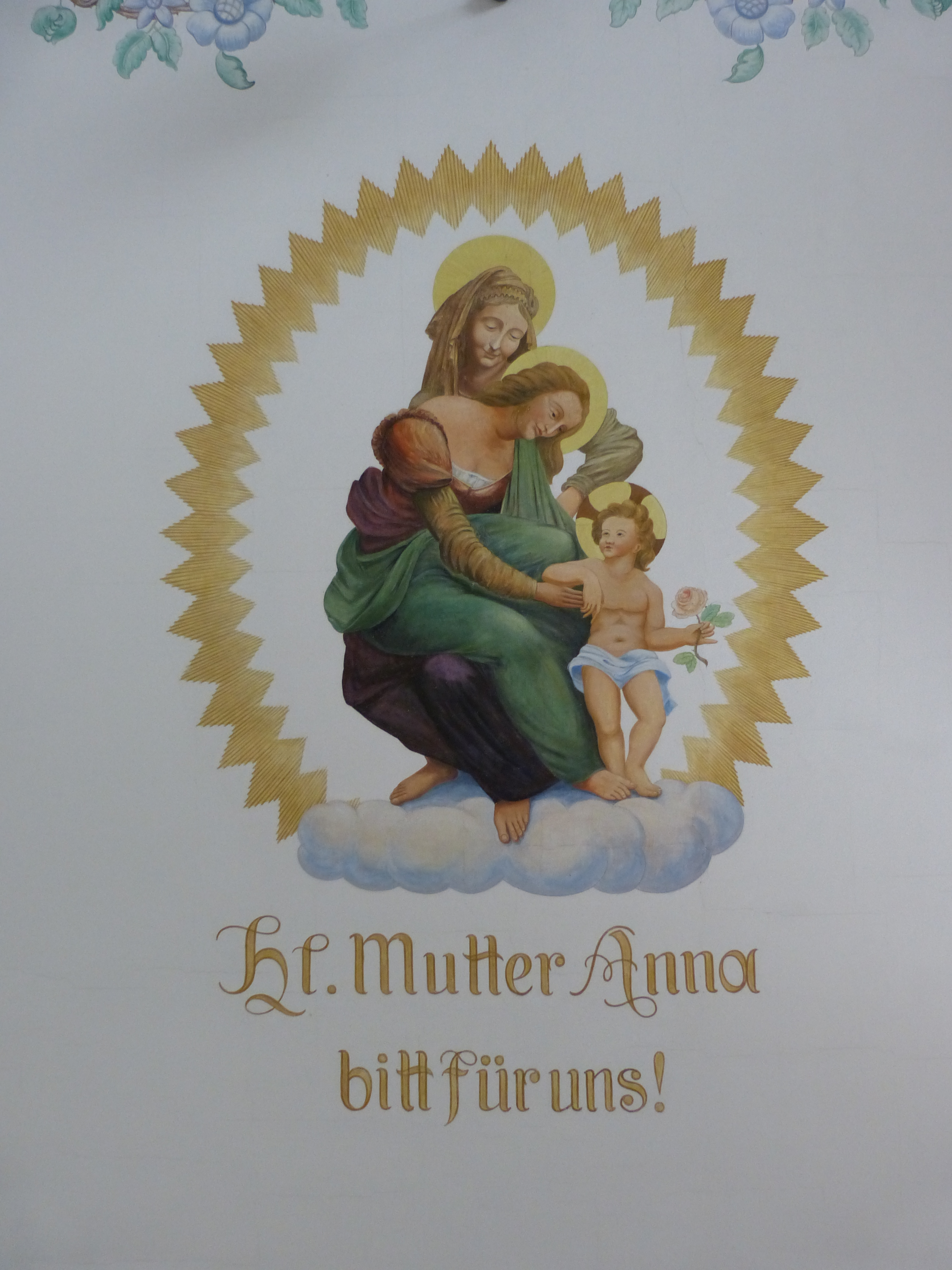
Deckenfresko einer Anna selbdritt im Langhaus
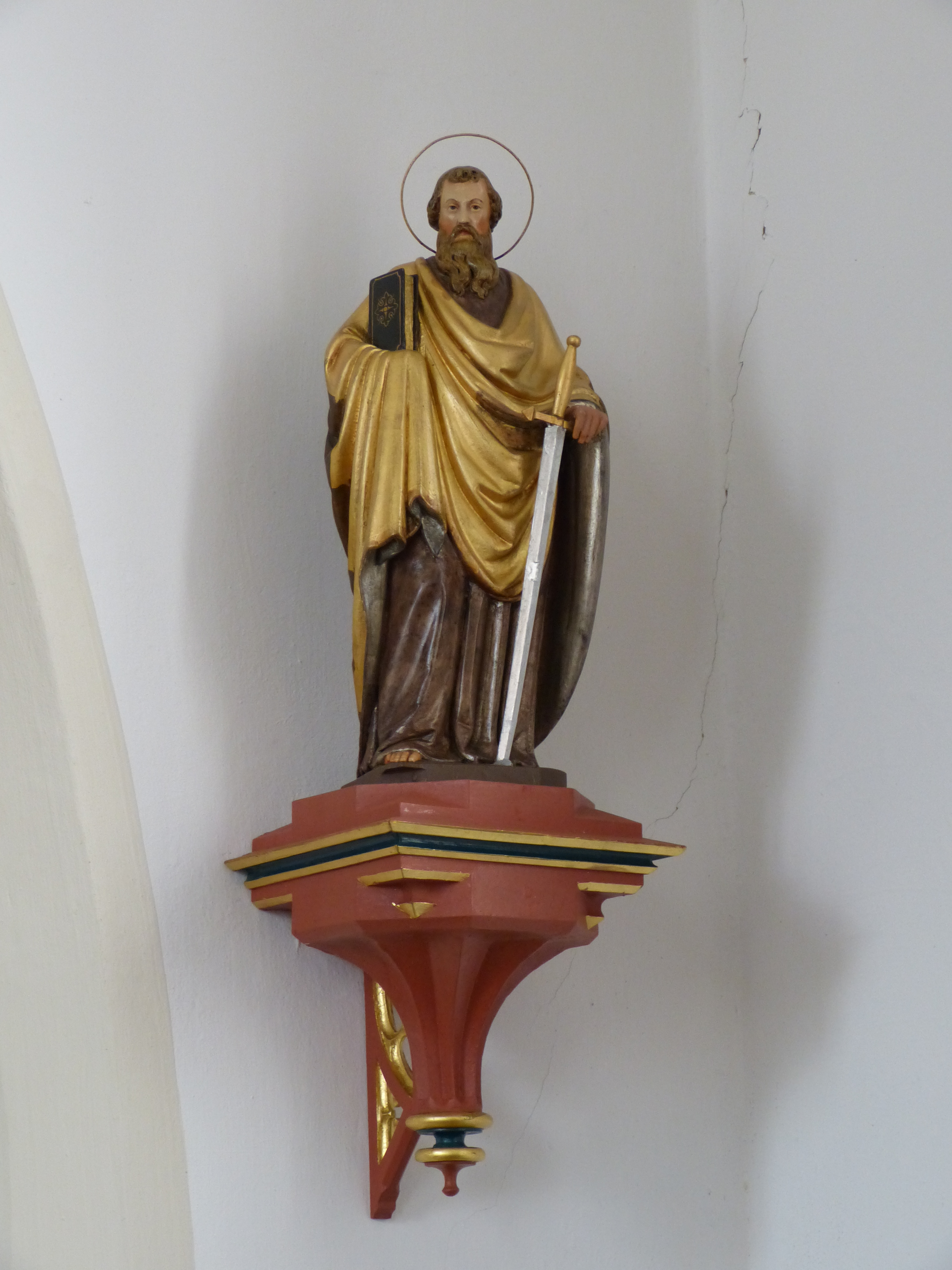
Neugotische Holzfigur
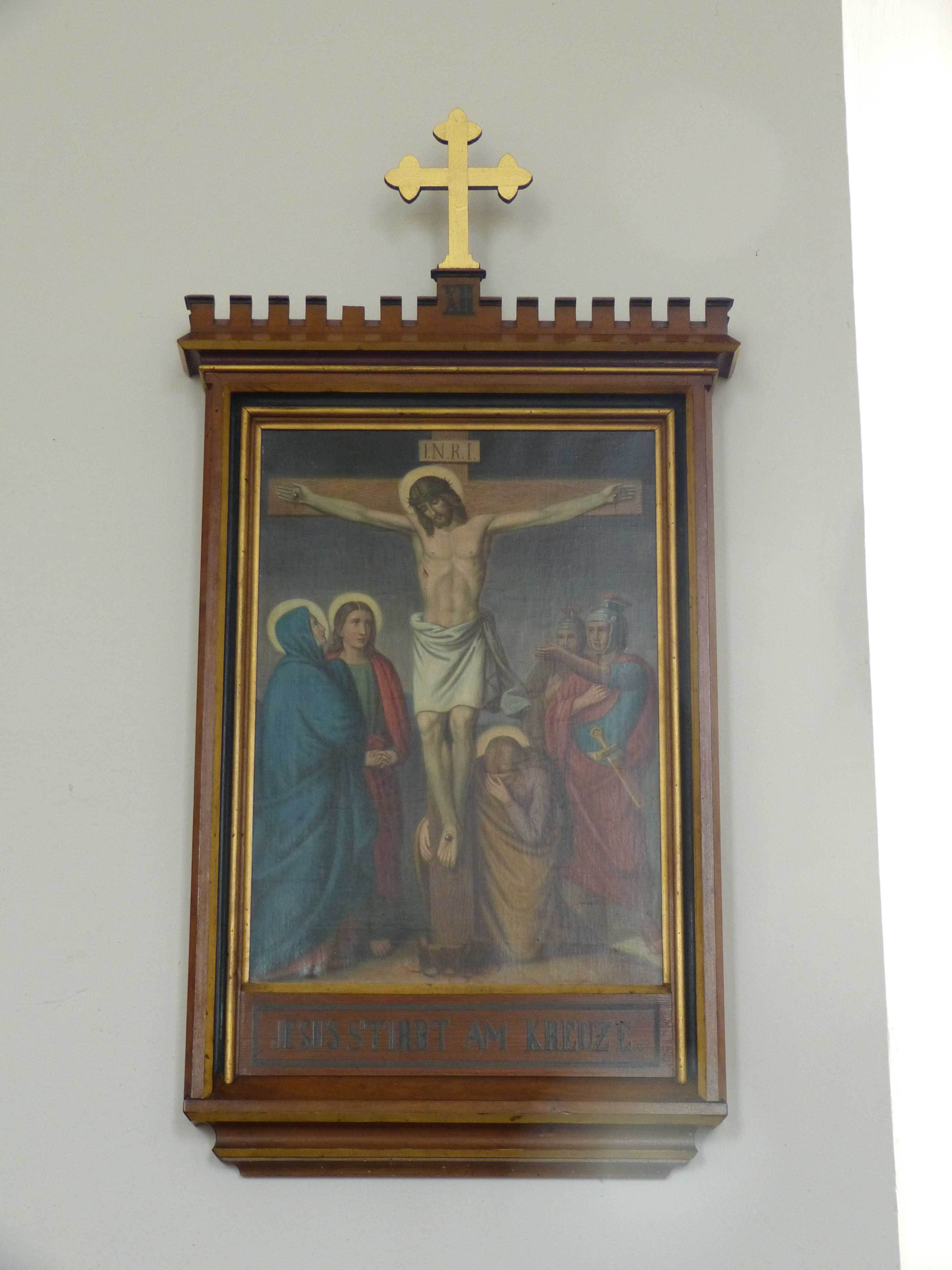
Kreuzwegstation